# Acacia clavata
Acacia clavata é uma espécie de leguminosa do gênero Acacia, pertencente à família Fabaceae.